# Kościół św. Karola Boromeusza w Krakowie
Kościół św. Karola Boromeusza – parafialny kościół rzymskokatolicki znajdujący się w Krakowie, w dzielnicy IV Prądnik Biały przy ul. Zdrowej 31, na osiedlu Żabiniec.
Świątynia jest budowana od 1999 roku. Obecnie trwają prace budowlane we wnętrzu. Będzie to kościół parafialny parafii św. Karola Boromeusza.